# Souk El Khemis (Argélia)
Souk El Khemis (em árabe: سوق الخميس) é uma cidade e comuna localizada na província de Bouira, Argélia. Segundo o censo de 2008, a população total da cidade era de 8 003 habitantes.